# Bag jalousien
Bag jalousien er et dansk-svensk-marokkansk psykologisk drama fra 1984.
Instruktør og manuskript: Stig Björkman

## Handlingen
Filmen handler om en ung forfatter, der under et ophold i Marokko fascineres af en ung italiensk kvinde. Han lader hende indgå i den fortælling han er i gang med at skrive, men pludselig tager fortællingen magten over ham.

## Medvirkende
- Erland Josephson
- Domiziana Giordano
- Vlado Juras
- Gunnel Lindblom
- Jonas Bergström
- Saim Ugursai
- Lotte Tarp
- Sofie Lundberg
- Jamal Ziani
- Miland Ganga
- Boujeema Atmane
- Salem Abaas
- Driss Gaidi
- Nino la Rocca
- Leif Ahrle